# Leopold von Dittel

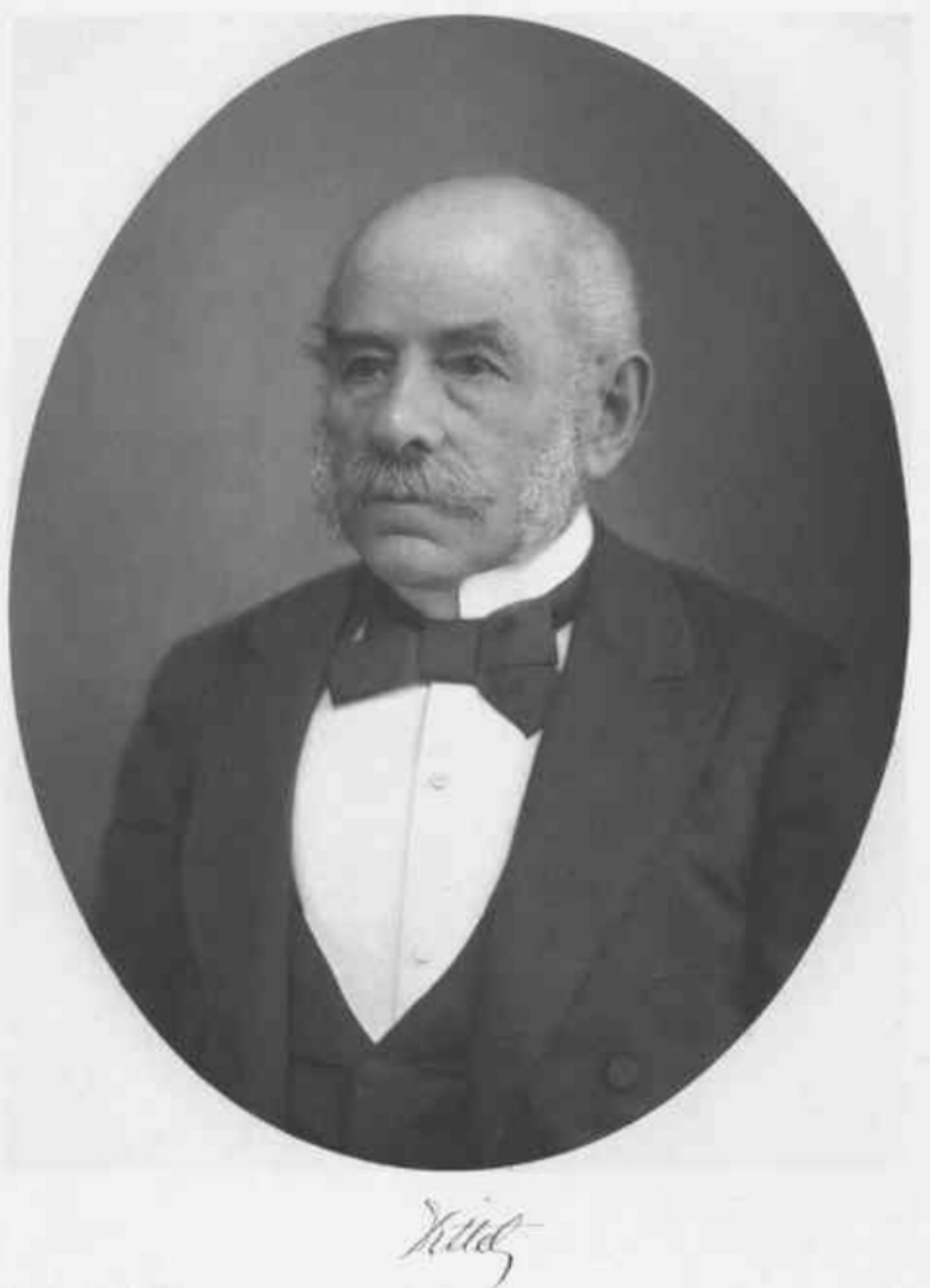
Leopold Ritter von Dittel, fotografiert von Josef Löwy

Leopold Ritter von Dittel (* 29. Mai 1815 in Fulneck, Mähren; † 28. Juli 1898 in Wien) war ein österreichischer Chirurg und Urologe.

## Leben
Leopold von Dittel studierte Medizin an der Universität Wien und war nach seiner Promotion 1840 als Assistent in einer gymnastisch-orthopädischen Anstalt, anschließend als Badearzt in Trentschin-Teplitz sowie als praktischer Arzt tätig. 1848 gab er seine Praxis auf. Er wurde später Assistent bei Johann von Dumreicher und im Jahr 1856 für Chirurgie habilitiert.
Dittel war ab 1861 Primarius der chirurgischen Abteilung am Wiener Allgemeinen Krankenhaus und wurde 1865 zum außerordentlichen Professor an der Universität Wien ernannt. Er lehnte 1880 eine ordentliche Professur ab. Von Dittel war mit dem Chirurgen Ernst von Bergmann freundschaftlich verbunden, den er als jungen akademischen Lehrer auf dessen Studienreise in Wien kennengelernt hatte.
Im Jahr 1975 wurde in Wien-Donaustadt (22. Bezirk) die Dittelgasse nach ihm benannt. Seine Grabstätte befindet sich am Dornbacher Friedhof (Gruppe 2, Nr. 35).
Außerdem wurden nach ihm benannt
- das Dittel-Band (Verdickung der Fascia colli superficialis an der Durchtrittsstelle der Vena jugularis interna),
- der Dittel-Bougie (auch Dittel-Sonde oder Dittel-Stift, konischer Metallstift zur Dehnung des Meatus externus der Harnröhre, 10 bis 30 Charrière),
- die Dittelsche Krümmung von Metallbougies und Metallkathetern, entsprechend dem physiologischen Verlauf der Urethra, und
- die drei Dittel-Operationen, nämlich
  - die perineale partielle Prostatektomie mit Enukleation der lateralen Lappen,
  - der Verschluss einer von der Pars spongiosa ausgehenden Harnröhrenfistel durch einen birnenförmigen Skrotallappen sowie die
  - die Dittel-Forgue-Operation (transperitoneale Resektion einer Blasenscheidenfistel, zusammen mit Émile Forgue, Chirurg, Montpellier).

## Schriften (Auswahl)
- Ueber Klumpfuss. 1851.
- Skoliose. 1853.
- Die Topographie der Halsfascien. Carl Gerold´s Sohn, Wien 1857. (Google Books).
- Beiträge zur Pathologie und Therapie der Männlichen Geschlechtstheile. 1859.
- Sekundäre Luxation des Hüftgelenkes. 1861.
- Der Katheterismus. 1864.
- Beitrag zur Lehre der Hypertrophie der Prostata. In: Oesterreichischer Medizinischer Jahrbericht. 1867.
- Der Steinsauger. In: Allgemeine Wiener Medizinische Zeitung. 1870.
- Die Stricturen der Harnröhre. In: Franz von Pitha (Hrsg.): Theodor Billroth’s Handbuch der Chirurgie. 1872. (Google Books).
- Zur Behandlung der Hypertrophie der Vorsteherdrüse. In: Wiener Medizinische Wochenschrift. 1876.
- Die Stricturen der Harnröhre. Ferdinand Enke Verlag, Stuttgart 1880.(Archive).
- Operationen der Blasensteine. Ferdinand Enke Verlag, Stuttgart 1880.
- Nierencalculose. Ferdinand Enke Verlag, Stuttgart 1881.